# Chicagoskolan (nationalekonomi)
Chicagoskolan är en forskningsinriktning inom nationalekonomin som uppstod på University of Chicago på 1900-talet. Skolan karaktäriseras av ett motstånd mot statlig inblandning i ekonomin, en positivistisk metodologi och den monetaristiska synen på pengar. Ledande företrädare har varit Milton Friedman, George Stigler och Gary Becker. 

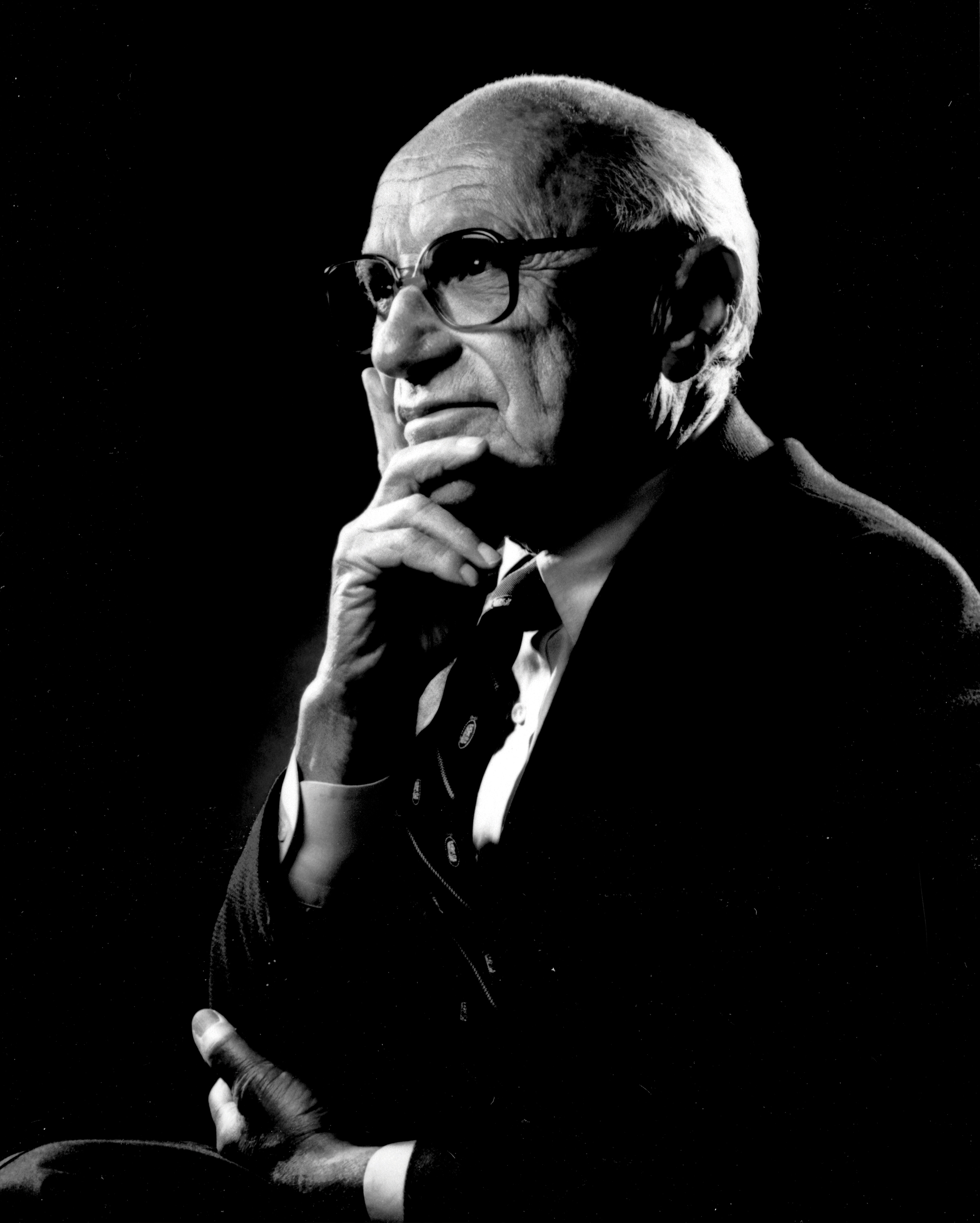
Milton Friedman, en av Chicagoskolans ledande företrädare.

Skolan har haft ett stort inflytande på samhällsdebatten och ansetts ha påverkat det ekonomiska tänkandet hos Margaret Thatcher och Ronald Reagan. Mycket av Världsbanken och IMFs policyrekommendationer anses vara grundade i Chicagoskolans arbete. 

## Historik
Skolan har ingen tydlig grundare. Även om det är tydligt att den startade i och med att Frank Knight var lärare åt Friedman och Stigler så bygger den inte i någon stor utsträckning på något arbete Frank Knight gjort. Knight la särskild vikt vid att utveckla definitionen av risk och osäkerhet som många känner till men denna finns inte representerad i någon modell anhängare av Chicagoskolan brukar referera till. 
Ska man försöka hitta en grundare är det snarare Friedman eller Stigler som ska diskuteras. Friedman brukade på universitet kallas Mr. Macro (mycket för att han grundade monetarismen) och stigler brukade kallas Mr. Micro. 

## Idésammanhang

### Makrodebatt med Keynes lärjungar

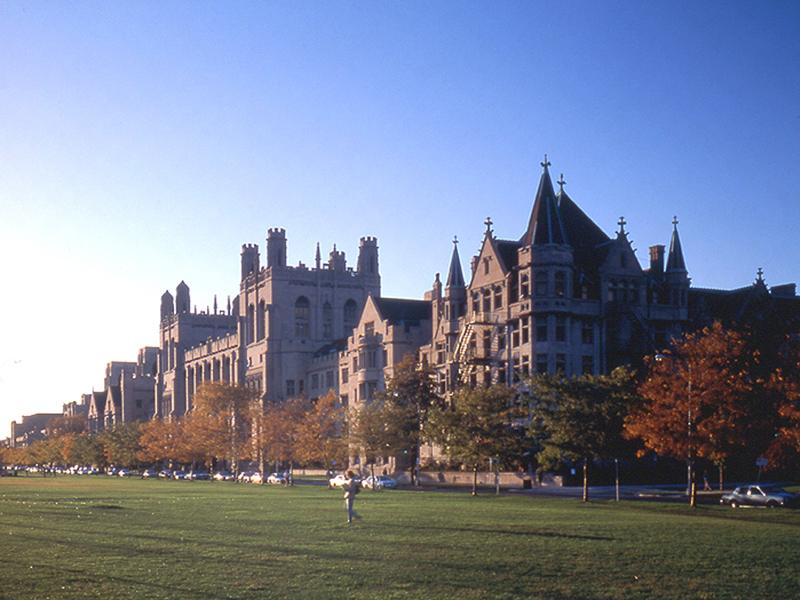
University of Chicago.

Den stora makroekonomiska debatt som har präglat den ekonomiska vetenskapen sedan andra världskriget är den mellan Chicagoskolan företrädd av bland annat Friedman, Becker och Robert Lucas och keynesianismens företrädare såsom John Maynard Keynes, Paul Samuelson och Paul Krugman. Olika åsikter om vilken roll förväntningar spelar i en ekonomi (se Lucaskritiken), hur regeringar skulle kunna förutspå konjunkturcykler och till vilken grad regeringar kan motverka konjunkturcykler har gjort att Chicagoskolan blivit anhängare av en laissez-faire-syn medan Keynes anhängare snarare pläderat för statliga interventioner och en stark statlig kontroll över ekonomin.

### Skolans epistemologiska grund
Skolan är laissez-faire likt den Österrikiska ekonomiska skolan men skiljer sig på en viktig punkt; epistemologin. Till skillnad från den österrikiska skolans praxeologi så är Chicagoskolans anhängare positivister. De har en positivistisk syn på ekonomi där man anser att en teoris förklaringskraft endast kan ges av dess möjligheter att förklara empirisk data och göra korrekta prediktioner. Man är starka anhängare av den matematiska ekonomin och använder sig av ett keynesianskt ramverk för att uttrycka sina ekonomiska åsikter. Det är i  detta ljus Friedmans uttalande om att "vi är alla Keynesianer nu" ska ses. 